# Jenna’s American Sex Star
Jenna's American Sex Star — реаліті-шоу для дорослих на американському платному телеканалі Playboy TV, яке транслювалося з 2005 по 2006 рік. Ведучою програми була Дженна Джеймсон.
У кожному епізоді п’ятеро учасників брали участь у змаганнях з сексуальних виступів перед журі. Спочатку судді відсіювали одного з учасників, а потім глядачі шляхом голосування на сайті Playboy.com визначали улюбленця. Переможці отримували ексклюзивний контракт із кіностудією Jameson ClubJenna
Шоу також супроводжувалося інтерв'ю з порноакторами, де обговорювалися конкурсанти. У перших епізодах брав участь Рон Джеремі. Наступні епізоди вели дівчата з ClubJenna, зокрема Джессі Капеллі та Маккензі Лі.
Переможці шоу отримують право підписати ексклюзивний контракт із кіностудією Дженни Джеймсон ClubJenna. Переможницею першого сезону стала Брі Беннет. Роксі Джезел здобула перемогу у другому сезоні.
Суддями першого сезону були Крісті Каньйон, Рон Джеремі та Джим Пауерс. У другому сезоні суддями виступили Джим Пауерс, Дженна Льюїс та Джей Грдіна. Джин Сіммонс, учасник гурту KISS, був запрошеним суддею. Андреа Ловелл з Playboy TV з'являлася у другому сезоні, виносячи конверт з результатами голосування для оголошення про вибуття учасниць або для оголошення переможців.
Дерек Харві виконував функції виконавчого продюсера шоу, а Джордан Уайлз займався кастингом глядачів. Кожен епізод тривалістю в шістдесят хвилин було знято в Лос-Анджелесі компанією Playboy Entertainment Group.